# Julián Lago
Julián Timoteo Lago San José (Valladolid, España, 24 de enero de 1946 - Asunción, Paraguay, 4 de agosto de 2009), fue un periodista español que llegó a convertirse en uno de los iconos del periodismo durante la transición democrática.

## Biografía

### Prensa escrita
Periodista vocacional, acaba sus estudios en la Escuela Oficial de Periodismo de Madrid, en 1975, mientras trabajaba como auxiliar de redacción de las revistas del Grupo Mundo (Mundo Diario, Mundo Dossier). Su primer trabajo como periodista le lleva a las páginas del periódico El Norte de Castilla, donde permaneció durante seis años y en que se especializó en el género de la entrevista.
Se instala después en Barcelona, y más adelante en Madrid, donde comienza a trabajar en distintos medios del Grupo Zeta. Pronto se consolida como analista político y vive en directo, desde el interior del Congreso de los Diputados, el intento de golpe de Estado del 23 de febrero de 1981.
Tras trabajar como editor político en la revista Interviú y como Subdirector de El Periódico de Madrid y de El Periódico de Cataluña (1978-1982) en 1981 funda y dirige la revista Tiempo, para la cual realizó la primera entrevista en exclusiva a la Reina Sofía. Durante su dirección, la publicación se consolidó en ventas, llegando a alcanzar tiradas de 400.000 ejemplares.
En 1987 pasa a ocupar la dirección general de publicaciones del Grupo Zeta y un año después funda y dirige la revista Tribuna de actualidad.
Hasta 2006 fue columnista habitual en el diario La Razón y desde octubre de ese año dirigió Tribuna de Salamanca hasta septiembre de 2007.

#### Radio
Fue colaborador habitual en distintas tertulias, como en La linterna en la Cadena COPE (1987-1988), El primero de la mañana en Antena 3 Radio (1991-1992), La Mañana de la COPE (1992-1998) o en Onda Cero. Entre 1998 y 2001, además dirigió el programa informativo de análisis político La Espuela, en Radio España. 

### Televisión
En 1993 fichó por la cadena Telecinco para dirigir y conducir el programa La máquina de la verdad, que le lanzó a la fama entre el gran público, testigo de cómo las evoluciones del polígrafo delataban las supuestas falsedades o certezas de los personajes que se sometían al juicio del "detector de mentiras".. Allí popularizó la frase "No me conteste ahora, hágalo después de la publicidad". Tras una temporada en el espacio, y para la misma cadena, presenta los programas Misterios sin resolver (1994) y Por hablar que no quede (1995). 
En 1997 colabora con Canal 7, del productor cinematográfico José Frade y la temporada siguiente dirige el canal temático Conexión Financiera para la plataforma Vía Digital. Posteriormente, y además de conducir los programas Panorama de actualidad (2001-2004) y Espejo retrovisor, ambos en Canal 9, ha participado en las tertulias políticas de programas como La Respuesta (2003-2004), de Antena 3 y Alto y Claro (2004-2005), en Telemadrid.
Posteriormente participó en la tertulia política El gato al agua, dirigida por Antonio Jiménez, y emitida de modo simultáneo por Intereconomía TV y Radio Intereconomía (2007-2008)

### Retiro
Lago, con 63 años, problemas de salud, y decepcionado del mundo que rodea al periodismo, había decidido a finales de 2007, dejarlo todo y marcharse a Paraguay, donde en la zona rural del país, pretendía ayudar a comunidades de indios guaraníes necesitados. Residía con su pareja paraguaya que conoció en España, en una casa de la localidad de Simón Bolívar, pueblo natal de su última pareja, estaba preparando la construcción de una escuela para alfabetizar a los niños guaraníes, y había comprado ganado para varias familias del pueblo.

### Accidente y fallecimiento
El jueves 14 de mayo de 2009 un motorista de 23 años llamado Roque Lugo iba a gran velocidad por una calle de la localidad de Coronel Oviedo, en el departamento de Caaguazú, a 120 kilómetros al este de Asunción (Paraguay), cuando atropelló a Lago en el momento que bajaba de su coche. Lago llegó plenamente consciente a la Clínica Insaurralde de esa misma ciudad, desde la que, tras una primera exploración, se ordenó que fuera trasladado en ambulancia al Centro Médico Bautista de Asunción, en un largo y fatal viaje sin las mínimas condiciones, donde entró ya inconsciente, se le diagnosticó por primera vez un traumatismo craneoencefálico severo y se le practicó un drenaje de urgencia. Roque Lugo, resultó ileso y se encuentra a disposición de la Fiscalía.
Las noticias que llegaron de Paraguay fueron inicialmente confusas en cuanto a su estado. En un primer momento se habló de muerte cerebral. Sin embargo, unas horas después, una de las doctoras que atendía al periodista en el Centro Médico privado Bautista, negó este punto a EFE: "Permanece inconsciente, sedado, con asistencia respiratoria mecánica y con signos de un padecimiento cerebral fuerte, pero no se registra muerte cerebral". La doctora Dina Rodríguez, de la Unidad de Terapia Intensiva, aunque reconoció la gravedad de Lago, también expresó que "hay un esbozo de mejoría, lo que indica que está reaccionando, aunque es temprano para dar resultados, debemos aguardar una mayor evolución".
Lago fallece el 4 de agosto de 2009 a las 4:10 hora española en el Centro Médico Bautista de Asunción, de una parada cardiorrespiratoria motivada por un fallo multiorgánico, desencadenado tras un cuadro séptico grave (septicemia).

## Libros publicados
- La España transitiva : la confesión de 90 políticos: del bunker a la oposición (1976).
- Las contra-memorias de Franco. La verdad de sus conversaciones privadas (1976).
- Guía práctica de Ámsterdam (1987).
- Bajo el volcán de Moscú. La increíble historia de la vida oculta en la Rusia de hoy, narrada por un testigo excepcional.  (1992).
- Un hombre solo. Casi unas memorias (2008)

## Premios
- Premio Larra de Periodismo (1983).